# Місто-герой Одеса (монета)
«Мі́сто-геро́й Оде́са» — ювілейна монета номіналом 200 000 карбованців, випущена Національним банком України. Присвячена місту-герою Одесі.
Монету було введено в обіг 23 серпня 1995 року. Вона належить до серії «Міста-герої України».

## Опис та характеристики монети
| Номінал карб. | Метал                 | Маса, грам | Діаметр, мм. | Якість виготовлення | Гурт     | Тираж, штук |
| ------------- | --------------------- | ---------- | ------------ | ------------------- | -------- | ----------- |
| 200 000       | мідно-нікелевий сплав | 14,35      | 33,0         | пруф-лайк           | рифлений | 75 000      |

### Аверс
На аверсі монети в центрі кола, утвореного намистовим узором, знаходиться зображення малого Державного Герба України в обрамленні з двох боків гілками калини. Над гербом розміщена дата 1995 — рік карбування монети, під гербом — у два рядки по колу напис «200000 КАРБОВАНЦІВ», який позначає номінальну вартість монети (число 200000 розміщено в розриві намистового узору). Між зовнішнім кантом і намистовим узором вгорі по колу напис «НАЦІОНАЛЬНИЙ БАНК УКРАЇНИ», відокремлений з двох боків від слова «КАРБОВАНЦІВ» розділовими позначками у вигляді ромбів.

### Реверс

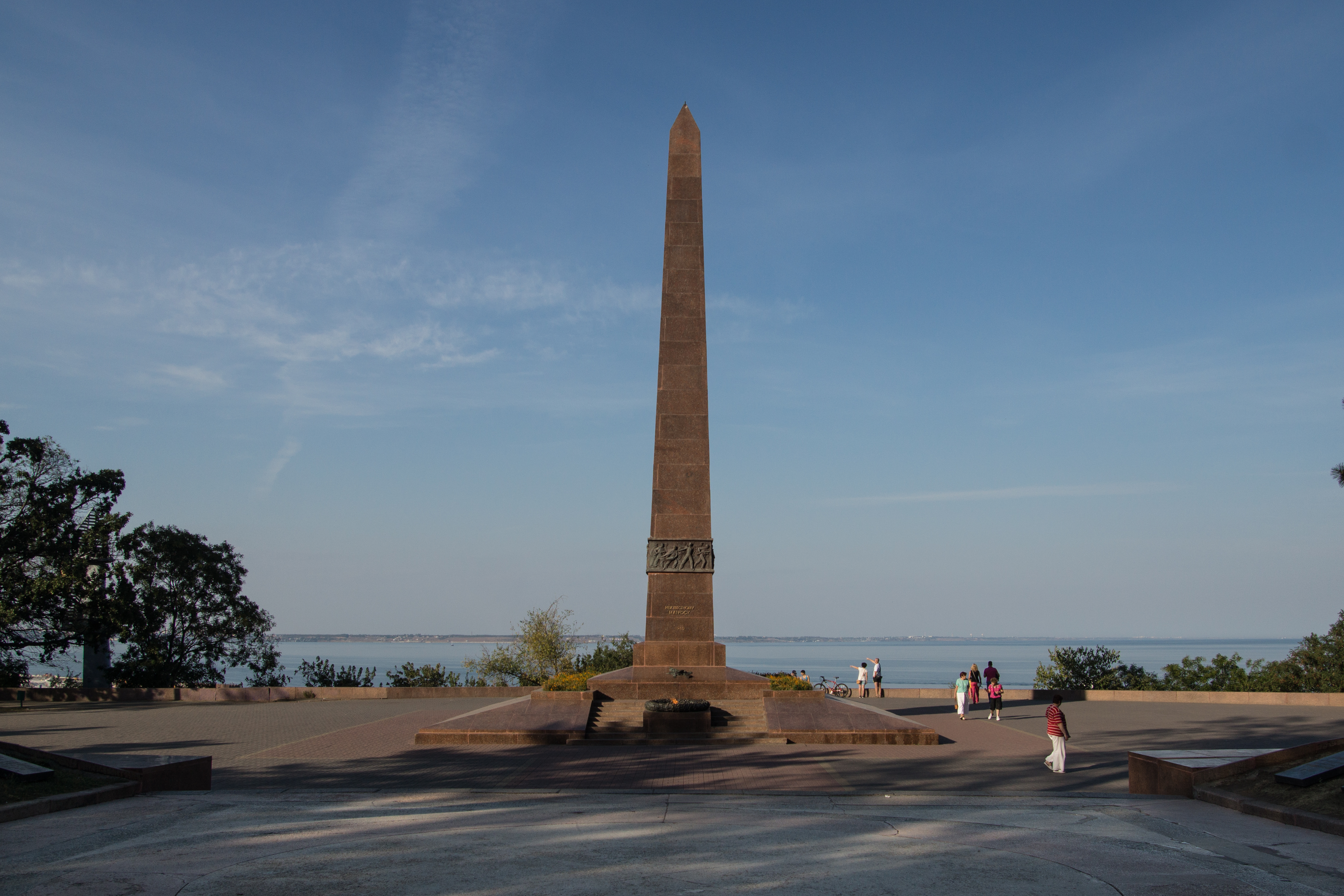
Пам'ятник невідомому матросові в Одесі

На реверсі монети в центрі зображено пам'ятник Невідомому матросу, споруджений у Центральному парку культури та відпочинку ім. Т. Г. Шевченка на честь загиблих воїнів Окремої Приморської армії, моряків Чорноморського флоту, Одеської дивізії народного ополчення, які протягом 73 днів у серпні-жовтні 1941 року захищали Одесу від регулярних військ гітлерівської Німеччини та її союзників. Ліворуч і праворуч від пам'ятника на фоні морських хвиль зображені, відповідно, фрагмент морського порту з портовими кранами і кораблем біля причалу та Одеський маяк. У верхній частині монети — силуети трьох чайок у польоті: дві — ліворуч, одна — праворуч від обеліска. По колу монети розміщено написи: угорі «МІСТО-ГЕРОЙ ОДЕСА», унизу під постаментом обеліска «1941 — 1945».

## Автори
- Художники: Олександр Івахненко (аверс), Сергій Шулима (реверс).
- Скульптори: Олександр Хазов (аверс), Василь Никищенко (реверс).

## Вартість монети
Під час введення монети в обіг 1995 року, Національний банк України розповсюджував монету за її номінальною вартістю — 200000 карбованців.
Фактична приблизна вартість монети з роками змінювалася так:
| Рік        | 2005 | 2006 | 2007 | 2008 | 2009 | 2010 | 2011 | 2012 | 2013 | 2014 | 2015 | 2016 | 2017 | 2018 | 2019 | 2020 | 2021 | 2022 | 2023 | 2024 | 2025 |
| ---------- | ---- | ---- | ---- | ---- | ---- | ---- | ---- | ---- | ---- | ---- | ---- | ---- | ---- | ---- | ---- | ---- | ---- | ---- | ---- | ---- | ---- |
| Ціна, грн. | 6    | 12   | 20   | 30   | 30   | 30   | 35   | 45   | 50   | 85   | 150  | 200  | 250  | 240  | 250  | 240  | 280  | 300  | 470  | 530  | 640  |